# Список самых результативных игроков регулярного чемпионата женской НБА

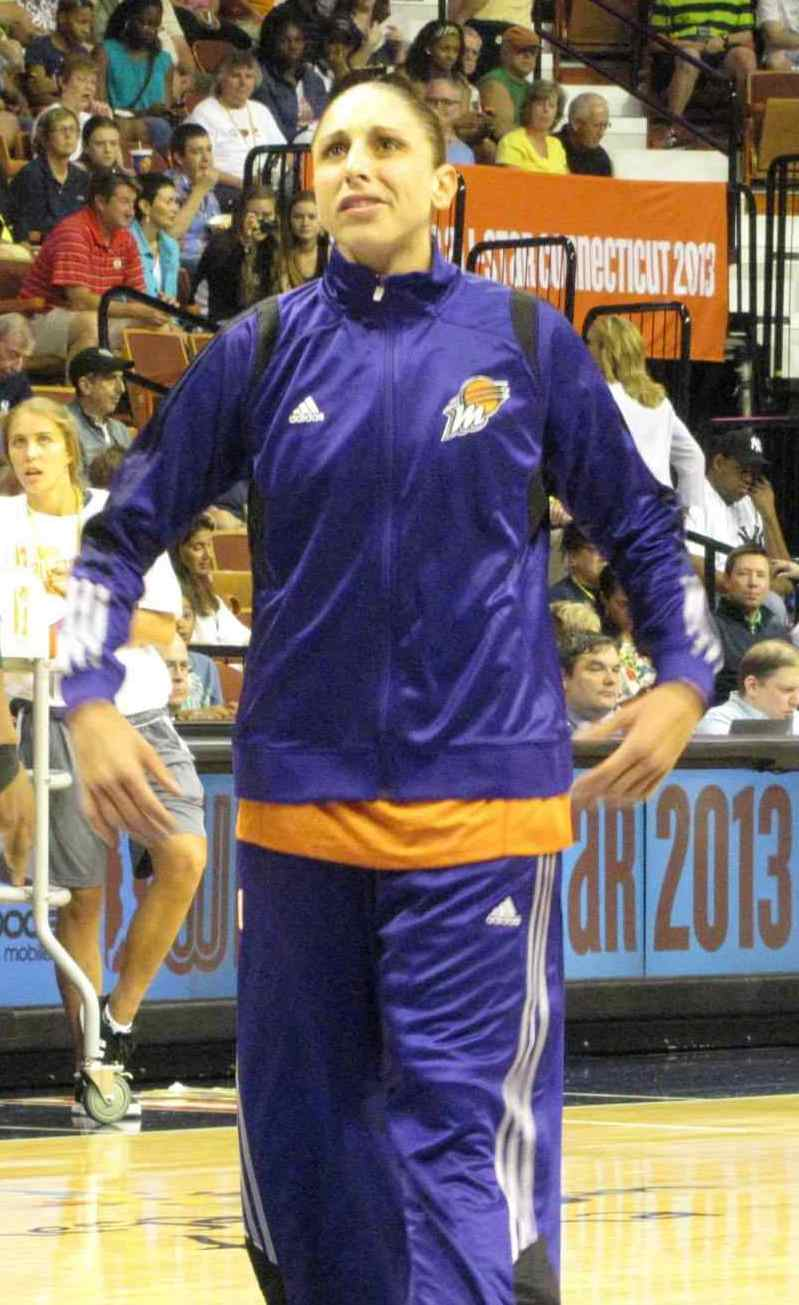
Дайана Таурази 5 раз становилась самым результативным игроком регулярного чемпионата женской НБА.

В Женской национальной баскетбольной ассоциации (ВНБА) самой результативной баскетболисткой в регулярном сезоне считается игрок с самым большим средним показателем очков за игру.
Количество очков, набранных в матчах регулярного чемпионата, указывает на эффективность баскетболистки при игре в атаке, а также на пользу, которую она приносит команде. Очки начисляются за точные попадания баскетболисток в корзину соперника, однако не все броски в цель оцениваются одинаково. За попадания штрафных бросков игроку начисляется одно очко, со средней и ближней дистанций — по два, а за все попадания из-за дуги — по три.
Рекорд по набранным очкам в отдельно взятом регулярном чемпионате принадлежит центровой Эйже Уилсон, которая в сезоне 2024 года набрала 1021 очко. В этом же сезоне Уилсон также установила и рекорд по среднему количеству баллов за игру — 26,9. В сезоне 2006 года Сеймон Огастус установила рекорды по общему количеству набранных очков и среднему набору за встречу для новичков ЖНБА (744 и 21,9 соответственно) за 34 игры, а в сезоне 2024 года Кейтлин Кларк набрала 769 очков, но уже за 40 матчей (19,2).
Чаще других победителем в данной номинации становилась Дайана Таурази — 5 раз, кроме того Таурази является единственным игроком, который выигрывал эту номинацию 4 раза кряду. Три раза самыми результативными игроками становились Синтия Купер и Лорен Джексон. Шерил Свупс, Энджел Маккатри, Бриттни Грайнер и Тина Чарльз побеждали в данной номинации по два раза. Всего четыре баскетболистки выигрывали номинацию и чемпионство ВНБА в одном и том же сезоне: Синтия Купер в 1997, 1998 и 1999 годах вместе с «Хьюстон Кометс», Шерил Свупс в 2000 году в составе того же «Хьюстона», Лорен Джексон в 2004 году вместе с «Сиэтл Шторм» и Дайана Таурази в 2009 году с «Финикс Меркури». Та же Лорен Джексон стала самым молодым игроком, завоевавшим этот титул, получив его в возрасте 22 лет и 106 дней. Действующим победителем данной номинации является центровая «Лас-Вегас Эйсес» Эйжа Уилсон.

## Легенда
| Поз.    | З        | Ф       | Ц         | PPG                      | Прим.      |
| Позиция | Защитник | Форвард | Центровая | Количество очков за игру | Примечания |

| ^         | Отмечены игроки, выступающие в ВНБА по сей день |
| *         | Избраны в Зал славы баскетбола                  |
| Игрок (X) | Количество титулов                              |

## Самые результативные игроки регулярного чемпионата
| Сезон | Игрок                 | Фото | Поз. | Команда           | Игр сыграно | Бросков с игры | 3-очковых бросков | Штрафных бросков | Всего очков | PPG  | Прим.         |
| ----- | --------------------- | ---- | ---- | ----------------- | ----------- | -------------- | ----------------- | ---------------- | ----------- | ---- | ------------- |
| 1997  | Синтия Купер*         |      | З    | Хьюстон Кометс    | 28          | 191            | 67                | 172              | 621         | 22,2 | [ 1 ] [ 2 ]   |
| 1998  | Синтия Купер* (2)     |      | З    | Хьюстон Кометс    | 30          | 203            | 64                | 210              | 680         | 22,7 | [ 1 ] [ 3 ]   |
| 1999  | Синтия Купер* (3)     |      | З    | Хьюстон Кометс    | 31          | 212            | 58                | 204              | 686         | 22,1 | [ 1 ] [ 4 ]   |
| 2000  | Шерил Свупс*[a]       |      | Ф/З  | Хьюстон Кометс    | 31          | 245            | 34                | 119              | 643         | 20,7 | [ 5 ] [ 6 ]   |
| 2001  | Кэти Смит*            |      | З/Ф  | Миннесота Линкс   | 32          | 204            | 85                | 246              | 739         | 23,1 | [ 7 ] [ 8 ]   |
| 2002  | Чамик Холдскло[b]     |      | Ф    | Вашингтон Мистикс | 20          | 149            | 11                | 88               | 397         | 19,9 | [ 9 ] [ 10 ]  |
| 2003  | Лорен Джексон*[c]     |      | Ф/Ц  | Сиэтл Шторм       | 33          | 254            | 39                | 151              | 698         | 21,2 | [ 11 ] [ 12 ] |
| 2004  | Лорен Джексон* (2)    |      | Ф/Ц  | Сиэтл Шторм       | 31          | 220            | 52                | 142              | 634         | 20,5 | [ 11 ] [ 13 ] |
| 2005  | Шерил Свупс* (2)      |      | Ф/З  | Хьюстон Кометс    | 33          | 217            | 27                | 153              | 614         | 18,6 | [ 5 ] [ 14 ]  |
| 2006  | Дайана Таурази        |      | Ф/З  | Финикс Меркури    | 34          | 298            | 121               | 143              | 860         | 25,3 | [ 15 ] [ 16 ] |
| 2007  | Лорен Джексон* (3)[d] |      | Ф/Ц  | Сиэтл Шторм       | 31          | 258            | 49                | 174              | 739         | 23,8 | [ 11 ] [ 17 ] |
| 2008  | Дайана Таурази (2)    |      | Ф/З  | Финикс Меркури    | 34          | 258            | 89                | 215              | 820         | 24,1 | [ 15 ] [ 18 ] |
| 2009  | Дайана Таурази (3)[e] |      | Ф/З  | Финикс Меркури    | 31          | 200            | 79                | 152              | 631         | 20,4 | [ 15 ] [ 19 ] |
| 2010  | Дайана Таурази (4)[f] |      | Ф/З  | Финикс Меркури    | 31          | 212            | 80                | 198              | 702         | 22,6 | [ 15 ] [ 20 ] |
| 2011  | Дайана Таурази (5)[g] |      | Ф/З  | Финикс Меркури    | 32          | 208            | 81                | 195              | 692         | 21,6 | [ 15 ] [ 21 ] |
| 2012  | Энджел Маккатри[h]    |      | Ф    | Атланта Дрим      | 24          | 177            | 28                | 132              | 514         | 21,4 | [ 22 ] [ 23 ] |
| 2013  | Энджел Маккатри (2)   |      | Ф    | Атланта Дрим      | 33          | 246            | 23                | 196              | 711         | 21,5 | [ 22 ] [ 24 ] |
| 2014  | Майя Мур*             |      | Ф    | Миннесота Линкс   | 34          | 295            | 62                | 160              | 812         | 23,9 | [ 25 ] [ 26 ] |
| 2015  | Елена Делле Донн      |      | З/Ф  | Чикаго Скай       | 31          | 238            | 42                | 207              | 725         | 23,4 | [ 27 ] [ 28 ] |
| 2016  | Тина Чарльз^          |      | Ц    | Нью-Йорк Либерти  | 32          | 273            | 17                | 125              | 688         | 21,5 | [ 29 ] [ 30 ] |
| 2017  | Бриттни Грайнер^[i]   |      | Ц    | Финикс Меркури    | 26          | 207            | 0                 | 155              | 569         | 21,9 | [ 31 ] [ 32 ] |
| 2018  | Лиз Кэмбидж[j]        |      | Ц    | Даллас Уингз      | 32          | 278            | 12                | 169              | 737         | 23,0 | [ 33 ] [ 34 ] |
| 2019  | Бриттни Грайнер^ (2)  |      | Ц    | Финикс Меркури    | 31          | 270            | 1                 | 101              | 642         | 20,7 | [ 31 ] [ 35 ] |
| 2020  | Арике Огунбовале^     |      | З    | Даллас Уингз      | 22          | 173            | 48                | 107              | 501         | 22,8 | [ 36 ] [ 37 ] |
| 2021  | Тина Чарльз^ (2)      |      | Ц    | Вашингтон Мистикс | 27          | 238            | 50                | 105              | 631         | 23,4 | [ 29 ] [ 38 ] |
| 2022  | Брианна Стюарт^       |      | Ф    | Сиэтл Шторм       | 34          | 255            | 67                | 164              | 741         | 21,8 | [ 39 ] [ 40 ] |
| 2023  | Джуэл Лойд^           |      | З    | Сиэтл Шторм       | 38          | 285            | 115               | 254              | 939         | 24,7 | [ 41 ] [ 42 ] |
| 2024  | Эйжа Уилсон^          |      | Ц    | Лас-Вегас Эйсес   | 38          | 385            | 19                | 232              | 1021        | 26,9 | [ 43 ] [ 44 ] |

## Комментарии
- a  В сезоне 2000 года Кэти Смит набрала больше всех очков (646), но провела на одну встречу больше, чем Шерил Свупс, поэтому по среднему показателю за игру первая заняла второе место, немного отстав от последней (20,2 против 20,7)[6].
- b  В сезоне 2002 года Тамика Кэтчингс и Шерил Свупс набрали больше всех очков (594 и 592 соответственно), но провели на 12 встреч больше, чем Чамик Холдскло, поэтому по среднему показателю за игру они заняли второе и третье место, немного отстав от последней (18,6 и 18,5 против 19,9), а Холдскло даже не попала в первую десятку лидеров по общему количеству набранных очков[10].
- c  25 августа 2003 года по окончании очередного сезона Лорен Джексон в возрасте 22 лет и 106 дней стала самым молодым снайпером по итогам сезона в истории ВНБА.
- d  В сезоне 2007 года Сеймон Огастус набрала больше всех очков (769), но провела на три встречи больше, чем Лорен Джексон, поэтому по среднему показателю за игру первая заняла второе место, немного отстав от последней (22,6 против 23,8)[17].
- e  В сезоне 2009 года Кэппи Пондекстер набрала больше всех очков (648), но провела на три встречи больше, чем Дайана Таурази, поэтому по среднему показателю за игру первая заняла всего лишь четвёртое место, немного отстав от последней (19,1 против 20,4), помимо этого Кэппи пропустила вперёд себя ещё Бекки Хэммон (19,5) и Лорен Джексон (19,2)[19].
- f  В сезоне 2010 года Кэппи Пондекстер и Энджел Маккатри набрали больше всех очков (729 и 716 соответственно), но провели на три встречи больше, чем Дайана Таурази, поэтому по среднему показателю за игру они заняли второе и третье место, немного отстав от последней (21,4 и 21,1 против 22,6)[20].
- g  В сезоне 2011 года Энджел Маккатри набрала больше всех очков (712), но провела на один матч больше, чем Дайана Таурази, поэтому по среднему показателю за игру первая заняла второе место, немного отстав от последней (21,58 против 21,63)[21].
- h  В сезоне 2012 года Кэппи Пондекстер и Деванна Боннер набрали больше всех очков (695 и 660 соответственно), но провели соответственно на 10 и 8 встреч больше, чем Энджел Маккатри, поэтому по среднему показателю за игру они заняли третье и второе место, немного отстав от последней (20,4 и 20,6 против 21,4), а Маккатри всего лишь замкнула первую десятку лидеров по общему количеству набранных очков[23].
- i  В сезоне 2017 года Тина Чарльз и Брианна Стюарт набрали больше всех очков (671 и 656 соответственно), однако провели соответственно на 8 и 7 встреч больше, чем Бриттни Грайнер, поэтому по среднему показателю за игру они заняли третье и второе место, немного отстав от последней (19,7 и 19,9 против 21,9)[32].
- i  В сезоне 2018 года Брианна Стюарт набрала больше всех очков (742), но провела на две встречи больше, чем Лиз Кэмбидж, поэтому по среднему показателю за игру она заняла второе место, немного отстав от последней (21,8 против 23,0)[34].